# 杜倫巴爾縣
杜倫巴爾縣（英語：Trumbull County）是美国俄亥俄州東北部的一個縣，面積1,644平方公里。根據2020年美國人口普查估計，共有人口20萬1,977人。縣治沃倫（Warren）。1800年7月10日置縣，縣名紀念康乃狄克州首任州長喬納森·杜倫巴爾。